# Gregory Aymond
Gregory Michael Aymond (Nueva Orleans, 12 de noviembre de 1949) es un prelado estadounidense, arzobispo de Nueva Orleans.

## Biografía
Gregory Aymond nació el 12 de noviembre de 1949 en Nueva Orleans, Luisiana. 

### Sacerdocio
Hizo sus estudios en el Seminario de Notre Dame, donde obtuvo su Maestría en Divinidad en 1975.  Luego ingresa al Loyola Institute for Ministry y fue ordenado sacerdote el 10 de mayo de 1975.
Luego de trabajar como pastor y profesor de escuela, Aymond llegó a ser Director de la Pastoral de Educación y catedrático de Consejería Pastoral y Homilética en su alma mater el Seminario de Notre Dame en 1981. Más tarde sirve como Presidente-Rector del seminario desde 1986 hasta el año 2000. Durante su ministerio sacerdotal, fue también Director de la Sociedad para la Propagación de la Fe y miembro de su Junta Nacional de 1977 al 2000. Asimismo, es fundador y director del Programa Médico Misionero de la Arquidiócesis de Nueva Orleans Cristo Salvador en Granada, Nicaragua.

### Episcopado
El 7 de abril de 1990, Aymond fue elegido Obispo Auxiliar de Nueva Orleans y Obispo Titular de Acholla por el Papa Juan Pablo II. Recibió su consagración episcopal el 10 de enero de 1997 del Arzobispo Francis Schulte, con los Arzobispos Philip Hannan y John Favalora como co-consagradores. 
En 1998, permitió a profesor de escuela católico continuar enseñando a pesar de las acusaciones sobre molestias a un estudiante, fallando en avisar a la policía, indicando que la víctima rehusaba hablar con él; el profesor fue luego sentenciado a prisión después de admitir haber molestado a diecisiete niños.
Aymond fue nombrado Obispo Coadjutor de Austin, Texas, el 2 de junio de 2000, tomando posesión oficial como tal el 3 de agosto de dicho año. Sucedió luego a John McCarthy como el cuarto Obispo de Austin desde el 2 de enero de 2001.
Dentro de la Conferencia de Obispos Católicos de los Estados Unidos de América, preside el Comité para la Protección de la Niñez y Juventud, y es miembro de los Commités para el Ministerio Campus, Educación, Laicicidad y Misiones en el Mundo.
El 12 de junio de 2009 fue nombrado arzobispo de Nueva Orleans. 

## Obras
1. ↑  https://web.archive.org/web/20080223130230/http://www.usccb.org/education/cmsubcommittee.shtml Committees for Campus Ministry